# ルイージ・ディ・ドゥラッツォ

ルイージ・ディ・ドゥラッツォの紋章

ルイージ・ディ・ドゥラッツォ（イタリア語：Luigi di Durazzo, 1324年 - 1362年7月22日）またはルイージ・ディ・グラヴィーナ（Luigi di Gravina）は、グラヴィーナ伯およびモッローネ伯。ドゥラッツォ公ジョヴァンニとアニェス・ド・ペリゴールの息子である。

## 生涯
1337年、ルイージはアルバニア王国の司教総代理および総司令官に任命された。ナポリ女王ジョヴァンナ1世の治世の間のナポリ宮廷においてドゥラッツォ家が隆盛であった間、ルイージはローマ教皇庁における王国の大使の一人であった。1348年にハンガリー王ラヨシュ1世がナポリに侵攻し、ルイージの兄ドゥラッツォ公カルロが処刑され、ルイージは弟ロベルトともに1352年まで監禁された。その後のルイージの人生は傭兵団の支援を受けてプッリャでジョヴァンナ1世に対し反乱を起こすことに費やされた。その反乱は最終的に1560年にターラント公ルイージによって鎮圧され、ルイージ・ディ・ドゥラッツォはナポリの卵城に監禁され、そこで殺害された。

## 結婚と子女
ルイージは1343年にマルゲリータ・ディ・サンセヴェリーノと結婚し、3子をもうけた。
- ルイージ（1344年生） - 早世
- カルロ3世（1345年 - 1386年） - ナポリ王（1382年 - 1386年）、ハンガリー王（1385年 - 1386年）[1]
- アニェーゼ（1347年） - 早世